# Gannawarra Shire
Gannawarra Shire is een Local Government Area (LGA) in Australië in de staat Victoria. Gannawarra Shire telt 11.851 inwoners. De hoofdplaats is Kerang.